# Drugi rząd Rudolfa Berana
 Drugi rząd Rudolfa Berana – rząd Protektoratu Czech i Moraw pod kierownictwem  Rudolfa Berana, powołany  16 marca 1939. Urzędował do 27 kwietnia 1939.

## Skład rządu[1]
| Stanowisko                                     | Minister            | Okres urzędowania |
| ---------------------------------------------- | ------------------- | ----------------- |
| Premier                                        | Rudolf Beran        | od 16 marca 1939  |
| Minister finansów                              | Josef Kalfus        | od 16 marca 1939  |
| Minister spraw wewnętrznych                    | Otakar Fischer      | od 16 marca 1939  |
| Minister sprawiedliwości, Wicepremier          | Jaroslav Krejčí     | od 16 marca 1939  |
| Minister przemysłu, handlu                     | Vlastimil Šádek     | od 16 marca 1939  |
| Minister transportu                            | Alois Eliáš         | od 16 marca 1939  |
| Minister rolnictwa                             | Ladislav Feierabend | od 16 marca 1939  |
| Minister szkolnictwa i edukacji                | Jan Kapras          | od 16 marca 1939  |
| Minister robót publicznych                     | Dominik Čipera      | od 16 marca 1939  |
| Minister administracji społecznej i zdrowotnej | Vladislav Klumpar   | od 16 marca 1939  |
| Minister bez teki                              | Jiří Havelka        | od 16 marca 1939  |